# Stasiówka (gromada)
Stasiówka – dawna gromada, czyli najmniejsza jednostka podziału terytorialnego Polskiej Rzeczypospolitej Ludowej w latach 1954–1972.
Gromady, z gromadzkimi radami narodowymi (GRN) jako organami władzy najniższego stopnia na wsi, funkcjonowały od reformy reorganizującej administrację wiejską przeprowadzonej jesienią 1954 do momentu ich zniesienia z dniem 1 stycznia 1973, tym samym wypierając organizację gminną w latach 1954–1972.
Gromadę Stasiówka z siedzibą GRN w Stasiówce utworzono – jako jedną z 8759 gromad na obszarze Polski – w powiecie dębickim w woj. rzeszowskim na mocy uchwały nr 19/54 WRN w Rzeszowie z dnia 5 października 1954. W skład jednostki weszły obszary dotychczasowych gromad Stasiówka i Stobierna ze zniesionej gminy Dębica, ponadto przysiółek "Łupiny" z dotychczasowej gromady Niedźwiada oraz przysiółek "Budy Łopuchowskie" z dotychczasowej gromady Łączki Kucharskie ze zniesionej gminy Ropczyce w tymże powiecie. Dla gromady ustalono 21 członków gromadzkiej rady narodowej.
30 czerwca 1960 gromadę zniesiono, włączając jej obszar do gromady Zawada w tymże powiecie.